# Wadelincourt
Wadelincourt ist eine französische Gemeinde mit 447 Einwohnern (Stand 1. Januar 2022) im Département Ardennes in der Region Grand Est (vor 2016 Champagne-Ardenne). Die Gemeinde gehört zum Arrondissement Sedan und zum Kanton Sedan-1.

## Geografie
Wadelincourt liegt als Banlieue etwa zwei Kilometer südlich des Stadtzentrums von Sedan an der Maas. Umgeben wird Wadelincourt von den Nachbargemeinden Sedan im Westen und Norden, Balan im Osten, Noyers-Pont-Maugis im Süden, Cheveuges im Südwesten.

## Bevölkerungsentwicklung
| 1962                       | 1968 | 1975 | 1982 | 1990 | 1999 | 2006 | 2019 |
| -------------------------- | ---- | ---- | ---- | ---- | ---- | ---- | ---- |
| 523                        | 479  | 519  | 477  | 529  | 526  | 545  | 459  |
| Quellen: Cassini und INSEE |      |      |      |      |      |      |      |

## Sehenswürdigkeiten
- Kirche Notre-Dame aus dem 19. Jahrhundert

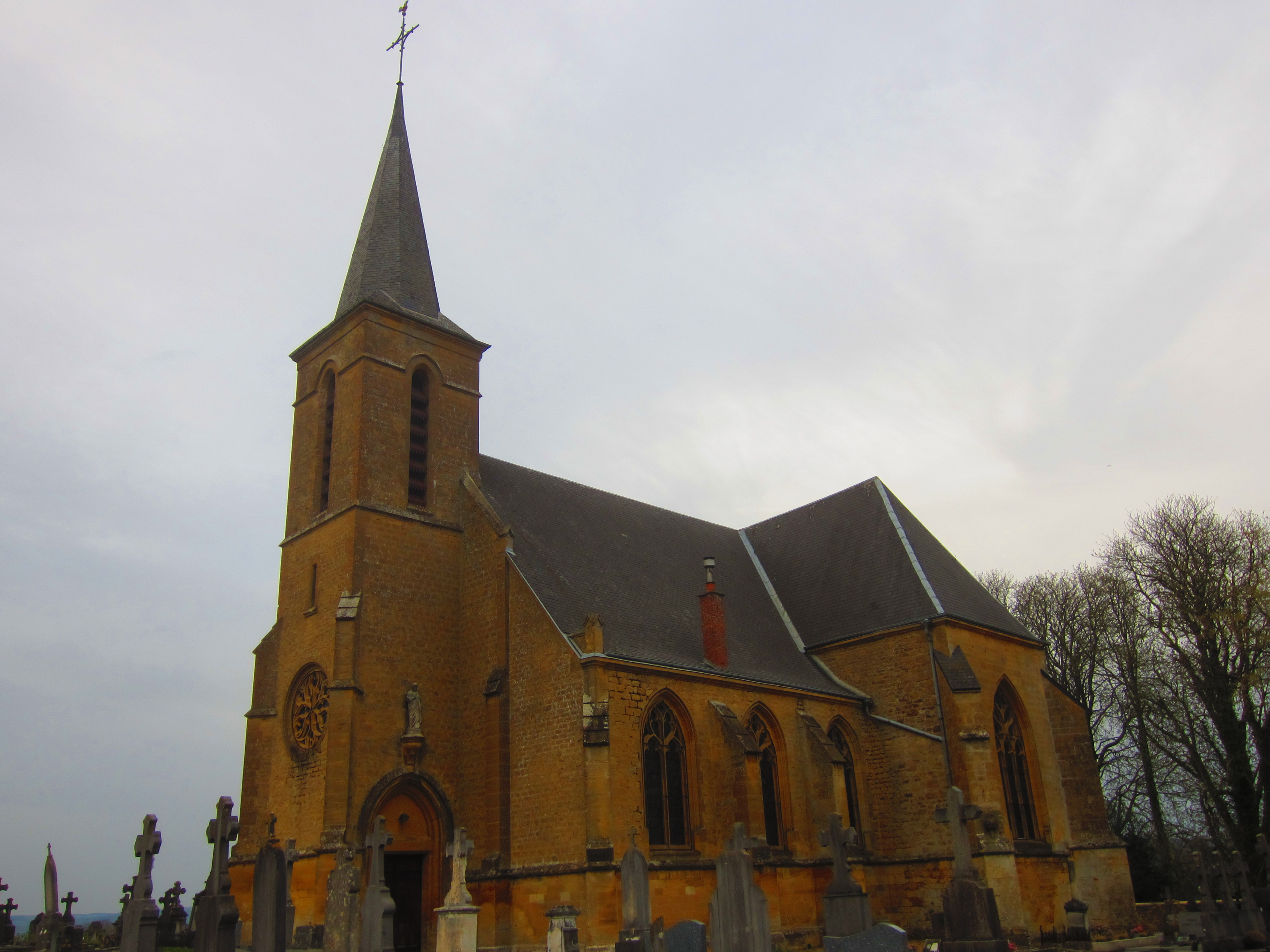
Kirche Notre-Dame